# Andrew J. Peters
Pour les articles homonymes, voir Andrew Peters et Peters.
Andrew James Peters (3 avril 1872 – 26 juin 1938) est un homme politique américain qui a servi à la Chambre des représentants des États-Unis et a été le 42e maire de Boston.

## Biographie
Andrew Peters est né le 3 avril 1872, dans Jamaica Plain, un quartier de Boston. Sa famille est dans le Massachusetts depuis l’arrivée du premier Andrew Peters en 1657. Il étudie à l'Université Harvard et à la Harvard Law School.
Il sert deux mandats au Sénat de l'État du Massachusetts (1904, 1905). En 1906, il est élu à la Chambre des représentants des États-Unis, où il siège de 1907 à 1914.
En 1914, Peters est nommé secrétaire adjoint au Trésor sous la direction de William Gibbs McAdoo dans la première administration du président Woodrow Wilson. Peters y sert jusqu'en 1918, date à laquelle il commence son mandat de maire de Boston après avoir battu le sortant James Michael Curley dans l'élection à la mairie de 1917. Le mandat de Peters en tant que maire est connu pour sa gestion de la grève de la police de Boston en 1919.
La réputation de Peters a souffert en raison de sa relation avec une jeune parente de sa femme. Il a épousé Martha Phillips en 1910, et ensemble ils ont six enfants. La cousine de Mme Peters, Mme Helen Faithfull, a une jeune fille nommée Starr Wyman, plus tard Starr Faithfull, qui attire l'attention de Peters en 1917. Il abuse sexuellement de Starr alors âgée de 11 ans, et verse de l'argent à sa mère et à son beau-père pour étouffer l'affaire. Starr meurt dans des circonstances mystérieuses à Long Island en 1931. L'histoire est couverte par les médias, endommageant la réputation de Peters, malgré ses dénégations.
Les circonstances de la relation de Peters avec Starr Faithfull ont été utilisées par John O'Hara dans son roman BUtterfield 8 adapté au cinéma par Daniel Mann sous le titre La Vénus au vison. Peters joue également un rôle clé dans le roman de Dennis Lehane The Given Day, traduit en français sous le titre de Un pays à l'aube
Peters meurt d’une pneumonie le 26 juin 1938.

## Source
- (en) Cet article est partiellement ou en totalité issu de l’article de Wikipédia en anglais intitulé « Andrew James Peters » (voir la liste des auteurs).